# 영동고등학교 (서울)
영동고등학교(永東高等學校)는 대한민국 서울특별시 강남구 청담동에 위치한 강남 8학군 사립 고등학교이다. 

## 학교 연혁
- 1972년 4월 9일 : 개교 확정
- 1972년 4월 18일 : 학교법인 해청학원 설립
- 1972년 4월 20일 : 영동고등학교 10학급 예비인가 신청, 김형목 선생 초대 이사장으로 선출
- 1972년 6월 17일 : 문교부장관으로부터 학교 법인 해청학원 설립허가 및  영동고등학교 예비인가를 받음 (서울시 성동구 학동 산 15의 1)
- 1972년 8월 10일 : 고림현 이사(예비역 육군준장) 본교 초대 교장으로 내정
- 1972년 11월 30일 : 본관건물(교실 및 관리실 1,713평) 준공
- 1972년 12월 29일 : 문교부장관으로부터 영동고등학교(30학급) 설립인가를 받음
- 1973년 3월 2일 : 제1회 신입생(10학급) 600명
- 1973년 5월 31일 : 제1운동장 5,500평, 스탠드 1,200평 준공. 정문 수위실(5.7평) 준공
- 1973년 9월 30일 : 과학관(해청관 1,280평) 건물 6층 준공
- 1973년 11월 5일 : 제3운동장(정구장 4면, 1,000평) 준공
- 1973년 11월 30일 : 제2운동장(배구·농구 1,500평, 스탠드 400평) 준공
- 1974년 5월 31일 : 철골캐노피 및 로얄박스 준공
- 1974년 5월 31일 : 전진동산(200평) 준공
- 1974년 9월 30일 : 후문, 수위실, 합숙소 등 준공(40평)
- 1974년 10월 31일 : 공기총 사격장 완성(사대 10석)
- 1974년 12월 31일 : 체육관 준공(967평, 수용인원 4,000명)
- 1976년 1월 9일 : 제1회 졸업생 578명 배출
- 1976년 12월 24일 : 별관(1,041평) 관리실, 소강당 준공
- 1984년 11월 9일 : 설립자 김형목 선생 흉상건립 제막
- 2020년 3월 1일 : 제11대 윤성철 선생 교장 취임
- 2021년 2월 8일 : 제46회 졸업식(13학급) 거행, 졸업생 총계 30,357명

## 갤러리

본관
해청관
전진동산(校內公園)
체육관·대강당
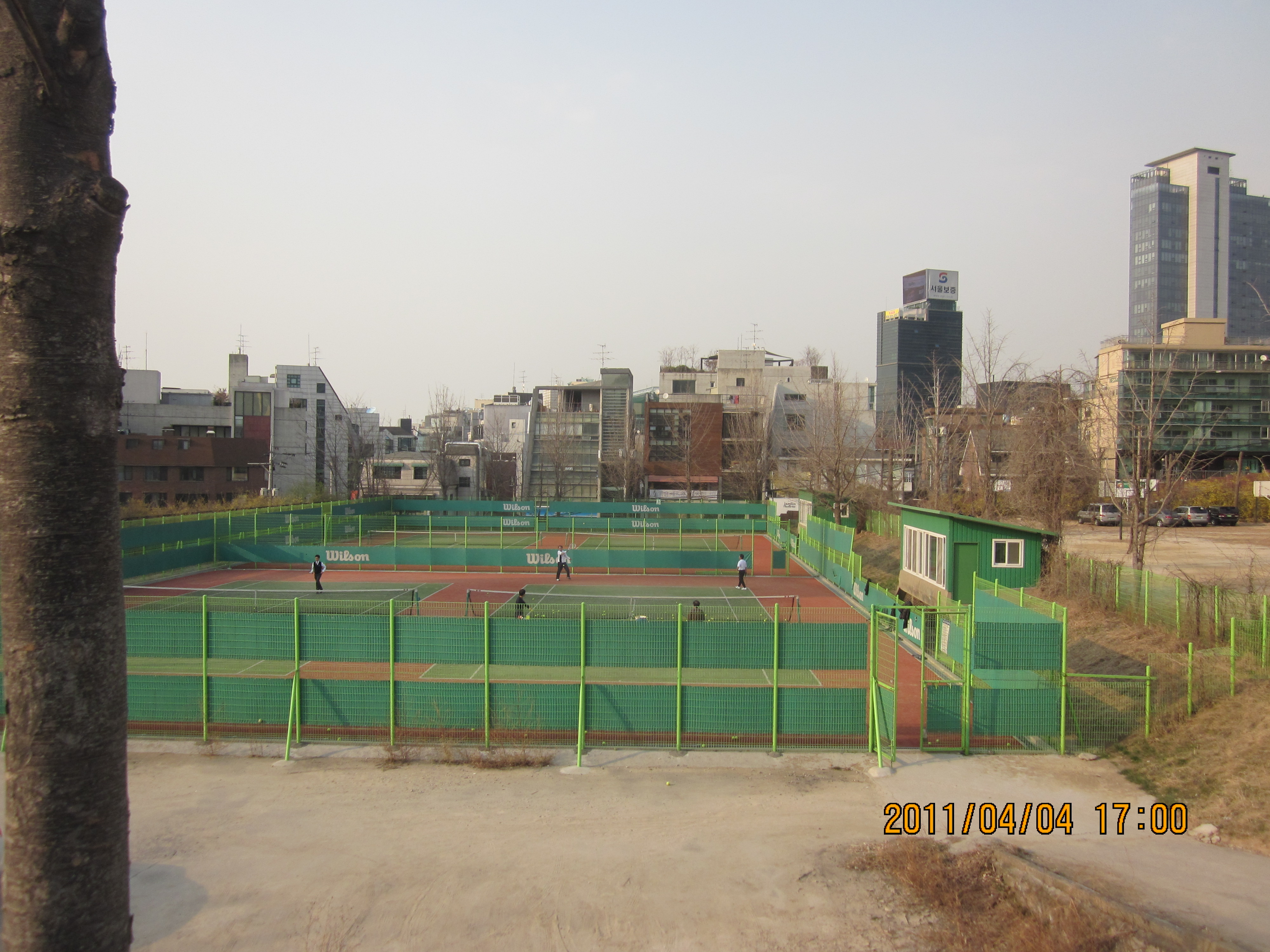
제2소운동장(정구장)
본관 교실
학교진입로
후문 옆 자전거보관대
2011년 반대항 축구대회 中
대운동장, 체력검정 中
졸업사진촬영 中
영동고 축제인 대동제(大東祭) 中

## 참고 자료
- 영동고등학교 - 한국교육학술정보원 학교알리미